# Laura Ruetsche
Laura Ruetsche (siglo XX) es una filósofa estadounidense que se centra en los fundamentos de la física cuántica, la filosofía feminista y la filosofía de la ciencia. Es profesora y presidenta del departamento de filosofía de la Universidad de Míchigan. Su libro Interpreting Quantum Theories: The Art of the Possible publicado en 2011 recibió el Premio Lakatos 2013. También ha publicado sobre una amplia gama de temas, explorando, entre otras cosas, diferencias filosóficamente destacadas entre la mecánica cuántica no relativista y la teoría cuántica de campos, la semántica modal para la física cuántica y las teorías epistemológicas de la virtud de garantía.

## Educación y carrera
Ruetsche se graduó en Física y Filosofía, con especialización en Griego Clásico en Carleton College. Posteriormente se licenció en Filosofía en la Universidad de Oxford, donde escribió su tesis sobre el Timeo de Platón bajo la supervisión de J. L. Ackrill. Luego obtuvo su doctorado en la Universidad de Pittsburgh, escribiendo su disertación, titulada On the Verge of Collapse: Modal Interpretations of Quantum Mechanics, bajo la supervisión del filósofo estadounidense, John Earman. Enseñó filosofía en el Middlebury College de 1994 a 1996, antes de aceptar un puesto en la Universidad de Pittsburgh. Ruetsche fue profesora visitante de la Universidad de Cornell en 1999 y de 2001 y 2001 en la Universidad Rutgers. Entre 1996 y 2008, fue profesora titular en la Universidad de Pittsburgh, y en 2008 pasó a ser catedrática de Filosofía en la Universidad de Míchigan, donde también es Jefa de Departamento.
En 2020 participó en el documental Agujeros negros: La frontera del conocimiento humano. También participa como ponente en conferencias y eventos relacionados con su área de experiencia.

## Trabajo filosófico

### Interpreting Quantum Theories: The Art of the Possible
Ruetsche persigue tres objetivos distintos en este libro. Primero, ofrece una introducción a los fundamentos conceptuales de los enfoques algebraicos, es decir, las generalizaciones de los espacios de Hilbert de la mecánica cuántica ordinaria, que se aplican a sistemas con un número infinito de grados de libertad (colectivamente denominados QM-∞ por Ruetsche). En segundo lugar, ofrece un conjunto de desafíos exegéticos planteados por QM-∞. En tercer lugar, logra relacionar el problema interpretativo que acosa a QM-∞ con las disputas filosóficas más generales sobre el realismo científico. Su argumento principal, que sirve como leitmotiv para todo el libro, es que no hay una única estrategia interpretativa que pueda acomodar completamente el poder explicativo de QM-∞ (llámese a este argumento Pluralismo Interpretativo [PI]). Ruetsche aísla la ausencia total de proyecciones finito-dimensionales de las álgebras de operadores lineales de QM-∞ como un problema interpretativo distintivo para QM-∞ (QM-∞ difiere de las teorías cuánticas normales cuyas álgebras están equipadas con operadores lineales que incluyen tales proyecciones). Ruetsche también examina los compromisos ontológicos de QM-∞ dada la formulación algebraica de conjuntos para determinar si incluyen las partículas elementales en un sentido sustantivo de esa frase. A la luz de sus investigaciones, Ruetsche ofrece en última instancia una ontología de la partícula deflactada anclando el concepto de partícula en el marco fenomenológico. A continuación, procede a defender la IP explotando el hecho de que fases de equilibrio macroscópicamente distintas pueden coexistir dados ciertos valores de parámetros de una teoría cuántica como la temperatura.

### Epistemología feminista
En su calidad de epistemóloga y filósofa de la ciencia, Ruetsche se ocupa especialmente de conciliar las epistemologías tradicionales con las epistemologías feministas radicales que sitúan las dimensiones de género en la articulación de la justificación y las normas de las primeras. Para ello, desarrolló un modelo epistemológico de virtud para un tipo de garantía epistémicamente válida que los agentes pueden obtener "sólo a través de haber vivido tipos de historia contingente". En este sentido, Ruetsche sigue los pasos de Sandra Harding al centrarse en el estatus de género de los agentes epistémicos. También recurre a las teorías de Aristóteles, Wilfrid Sellars y John McDowell para ampliar la concepción existente de la racionalidad al servicio de las epistemologías tradicionales.

## Obra
- 2011 - Interpreting Quantum Theories: The Art of the Possible, Oxford University Press.[6][7]

## Premios y becas
- 2002 - Charles A. Ryskamp Research Fellowship program de la American Council of Learned Societies.[23]
- 2006 - Beca del Center for the Advanced Study in Behavioral Sciences de la Universidad de Stanford.[24]
- 2013 - Premios Lakatos, que anualmente otorga la Escuela de Economía de Londres por contribuciones relevantes a la filosofía de la ciencia.[8][9]